# Waubay
Waubay är en ort i Day County i South Dakota. Vid 2010 års folkräkning hade Waubay 576 invånare.